# ألفريد شوانغ
ألفريد شوانغ (بالصينية: 莊思浩) (بالصينية: 庄思浩) هو واحد من مؤسسي نظام بي ي أ وكبير الإداريين التنفيذيين فيها، كما يشتغل في صن ميكروسيستمز.